# Адась Мяучинський
Адась Мяучинський (пол. Adaś Miauczyński) — вигаданий персонаж, створений Мареком Котерським. Він з'явився у низці фільмів та театральних вистав, а також у мюзиклі. Адась (у двох фільмах він представлений як Міхал Мяучинський) — польський чоловік, чиє ім'я Адась є зменшувальною формою імені Адам, а Мяучинський — гра слів, що походить від «нявкання», звуку, який видають коти. Це вульгарний, невротичний і розчарований інтелектуал, який живе або сам, або з колишньою дружиною, а іноді з дітьми.

## Появи
Цей персонаж з'явився у дев'яти художніх фільмах: «Дім вар'ятів» (1984), «Духовне життя» (1987), «Порно» (1989), «Нічого смішного» (1995), «Айлав'ю» (1999), «День вар'ята» (2002), «Ми всі Христи» (2006), «Дитина така ж, як і всі» (2011) та «Сьомий учень» (2018). Кожна історія показує різні аспекти або епохи його життя, часто з невеликою спадкоємністю між ними. Його зображували різні актори, як на сцені, так і на екрані.
У 2017 році вийшов мюзикл про Мяучинського, заснований на «Дні вар'ята».